# Pinesdale (Montana)
Pinesdale es un pueblo ubicado en el condado de Ravalli en el estado estadounidense de Montana. En el Censo de 2010 tenía una población de 917 habitantes y una densidad poblacional de 273,19 personas por km².

## Geografía
Pinesdale se encuentra ubicado en las coordenadas 46°20′3″N 114°13′23″O / 46.33417, -114.22306. Según la Oficina del Censo de los Estados Unidos, Pinesdale tiene una superficie total de 3.36 km², de la cual 3.35 km² corresponden a tierra firme y (0.08%) 0 km² es agua.

## Demografía
Según el censo de 2010, había 917 personas residiendo en Pinesdale. La densidad de población era de 273,19 hab./km². De los 917 habitantes, Pinesdale estaba compuesto por el 97.6% blancos, el 0.33% eran afroamericanos, el 0.55% eran amerindios, el 0% eran asiáticos, el 0% eran isleños del Pacífico, el 1.42% eran de otras razas y el 0.11% pertenecían a dos o más razas. Del total de la población el 4.69% eran hispanos o latinos de cualquier raza.